# 증산호
증산호(增産號)는 1963년부터 1979년까지 서울-여수 간 특급열차로 운행한 열차의 이름이다. 개통 당시 소요 시간은 9시간 00분이었다.

## 역사
- 1963년 8월 12일 : 풍년호(豊年號)로 운행 개시[1][2]
- 1965년 7월 1일 : 오정선 경유로 대전역 대신 서대전역에 정차 시작[3]
- 1966년 1월 1일 : 식당차 연결 운행 개시[4]
- 1969년 2월 10일: 3등 객차를 제외하고 대신 1등 객차를 편성함[5]
- 1974년 8월 15일 : 증산호로 명칭 변경[6]
- 1980년 1월 1일 : 각 노선에 존재하던 서로 다른 이름의 특급 열차를 ‘특급’이라는 하나의 명칭으로 합치면서 폐지[7]